# Apstraktna sintaksa
Apstraktna sintaksa način je predstavljanja podataka (tipično poruke prenesene preko komunikacijske veze ili računalnog programa koji se prevodi) neovisan o podatkovnim strukturama i kodiranjima korištenim pri prijenosu, kao i o konkretnom fizičkom predstavljanju podataka (koje se još zove i "konkretna sintaksa" u nazivlju jezičnih procesora, odnosno "transferna sintaksa" u komunikacijama).
Interno predstavljanje podataka koje jezični procesor koristi je tipično specificirano u apstraktnoj sintaksi koristeći kategorije kao što su "naredba", "izraz" i "identifikator". Ovo predstavljanje je neovisno od sintakse izvornog programa (konkretne sintakse) koji se prevodi (iako je često jako slično). Stablo parsiranja je slično apstraktnom sintaksnom stablu ali tipično sadrži i dodatne sintaksno važne elemente poput zagrada, koje su implicitno prisutne u samoj hijerarhiji apstraktnog sintaksnog stabla.